# Hombres G
Hombres G es una banda musical española de Rock and roll y del Pop rock. Han vendido a nivel internacional, más de 20 millones de discos. Esta banda fue fundada en Madrid en 1982 por su vocalista y bajista David Summers y uno de sus guitarristas, Rafa Gutiérrez Muñoz, junto con Javier Molina (batería) y Daniel Mezquita (guitarra).
A mediados de los años 80 se popularizó en España con su primer álbum, para después ser conocidos internacionalmente, principalmente en Hispanoamérica.
Hasta la fecha la banda ha editado trece álbumes de estudio: Hombres G (1985), La cagaste... Burt Lancaster (1986), Estamos locos... ¿o qué? (1987), Agitar antes de usar (1988), Voy a pasármelo bien (1989), Esta es tu vida (1990), Historia del bikini (1992), Peligrosamente juntos (2002), Todo esto es muy extraño (2004), 10 (2007), Desayuno continental (2010) Resurrección (2019),
La esquina de Rowland (2021).

## Historia

### 1982-1984: Inicios
La banda se creó cuando por casualidad, coincidieron un día Rafa Gutiérrez, Javier Molina y David Summers en los pasillos de Televisión Española, donde tenían que hacer un trabajo de figuración en el especial infantil navideño del programa musical 300 Millones, emitido el 7 de diciembre de 1982. Poco después, Rafa le pidió a David que interviniera con el clarinete en el nuevo grupo que estaba montando con su hermano Felipe. David accedió, pero a cambio le pidió tocar su guitarra para el demo que estaba preparando por su cuenta junto a dos amigos de la infancia, Daniel Mezquita Hardy (teclados y guitarra) y Javier Molina (batería)
En 1982, con el nombre Los Bonitos Redford. El grupo Los Nikis puso en contacto a los chicos con la discográfica que editaba los discos del citado grupo y así, el 23 de febrero de 1983, ficharon por dos años con Discos Lollipop. Entre abril y mayo de ese año, grabaron en Estudios Trak sus cuatro primeros temas: «Milagro en el congo», «Venezia», «Marta tiene un marcapasos» y «Hace un año» ya con el nombre definitivo de "Hombres G", que viene del film G-Men, una película estadounidense del cine negro de 1935 protagonizada por James Cagney, en la que los G-Men (Hombres G) eran agentes del FBI.
Tras el verano de 1984, Discos Lollipop se encontró con problemas de liquidez tras las escasas ventas del tercer sencillo del grupo Metal y Ca., por lo que les propusieron retrasar la grabación del álbum para el año siguiente. Ante esto y la falta de respuesta positiva del resto de discográficas, pensaron incluso en abandonar la música. En esta situación reciben una oferta discográfica de Paco Martín, que acaba de montar un nuevo sello, Producciones Twins, y les ofrece grabar su primer álbum.

### 1985-1991: Primeros álbumes de estudio
Una vez firmado el contrato con Producciones Twins, en enero de 1985, el grupo grababa su primer álbum de estudio homónimo de la banda y lanzan el sencillo «Devuélveme a mi chica» conocido también como «Sufre mamón». En febrero de 1986 el grupo volvió a los estudios para grabar su segundo álbum, que pasó a titularse como una de sus primeras canciones: La cagaste... Burt Lancaster. Para esa ocasión recuperaron otro de los temas publicados en los sencillos de Lollipop, «Marta tiene un marcapasos». Los otros dos fueron «El ataque de las chicas cocodrilo» e «Indiana». A mediados de 1986 se editó Hombres G en Perú; poco después se publicó también La cagaste... Burt Lancaster. Posteriormente se distribuyo Hombres G en toda América.
En diciembre de 1986 el grupo recibió la invitación para asistir en Miami a la gala de los Premios Bravo, ya que figuraban como candidatos en tres categorías. En 1987 realizan su primera gira fuera de España y el primer país que optan por recorrer es Perú, donde realizan una extensa gira por las ciudades Piura, Chiclayo y Trujillo, además de dos presentaciones en el Estadio Nacional de Lima. Para ese verano en Ibiza un DJ local hace un remix de sus temas y empieza a circular un disco no oficial llamado Mastermix, el cual es editado en México .
Al terminar el rodaje de la película Sufre mamón el grupo tenía que grabar su tercer álbum, por lo que David se aisló una semana en una casa de campo que su familia poseía en Huelva y a su regreso ya tenía compuestas doce canciones que, inmediatamente, se pusieron todos juntos a desarrollar antes de iniciar la grabación de su tercer álbum Estamos locos... ¿o qué?. Se marcharon a grabar a Mánchester, con el productor hispano-chileno Carlos Narea. El grupo se embarcó en 1987 en una gira de 70 actuaciones por las plazas de toros y estadios de fútbol de varias ciudades españolas.
En 1988 inician la grabación de su nuevo álbum: Agitar antes de usar. Para su promoción contó con temas como: «Tengo una chica», «Viernes», «Nassau», «Suéltate el pelo», «Si no te tengo a ti» y «He recuperado mi cabello» Al año siguiente lanzan el disco Voy a pasármelo bien. Realizan durante ese año diversos conciertos en España y en suelo hispanoamericano 38 actuaciones, con el que surgió Esta es tu vida, álbum grabado durante el verano de 1990 entre Madrid y Londres con la colaboración de la Orquesta Sinfónica de Londres y experimentados músicos españoles entre los que figuran Mikel Erentxun y Antonio Vega.

### 1992-1993:Esta es tu vida,Historia del bikiniy separación
El 20 de mayo de 1992 la banda lanza al mercado de Historia del bikini, un disco producido por Colin Fairley (productor de Tears For Fears), por cuyas manos habían pasado cantantes pop como Elvis Costello o Nick Lowe.
A partir de entonces y por distintos motivos la banda se separó. Tiempo después David comenzó una carrera como solista publicando varios álbumes (4 en total) y realizando varias giras por España e Hispanoamérica. Los demás integrantes del grupo siguieron ligados al mundo de la música. Rafa, estuvo tocando la guitarra y lanza su disco independiente Rafa & CO sin ningún éxito comercial, y como colaborador en otros proyectos musicales. Dani comenzó a trabajar como productor musical en la compañía discográfica DRO East West y Javi siguió ligado a la música con la gestión de su bar musical (Pop & Roll) dándole a la batería con algunos grupos que allí tocaban. 
En años siguientes fueron apareciendo diferentes recopilaciones donde se recogían canciones del grupo, agrupadas bajo el concepto de sencillos o de baladas, pero nunca ofreciendo material nuevo ni inédito. La compañía lanzó en 1993 el recopilatorio Los singles.

### 1998-2006: Regreso musical yTodo esto es muy extraño

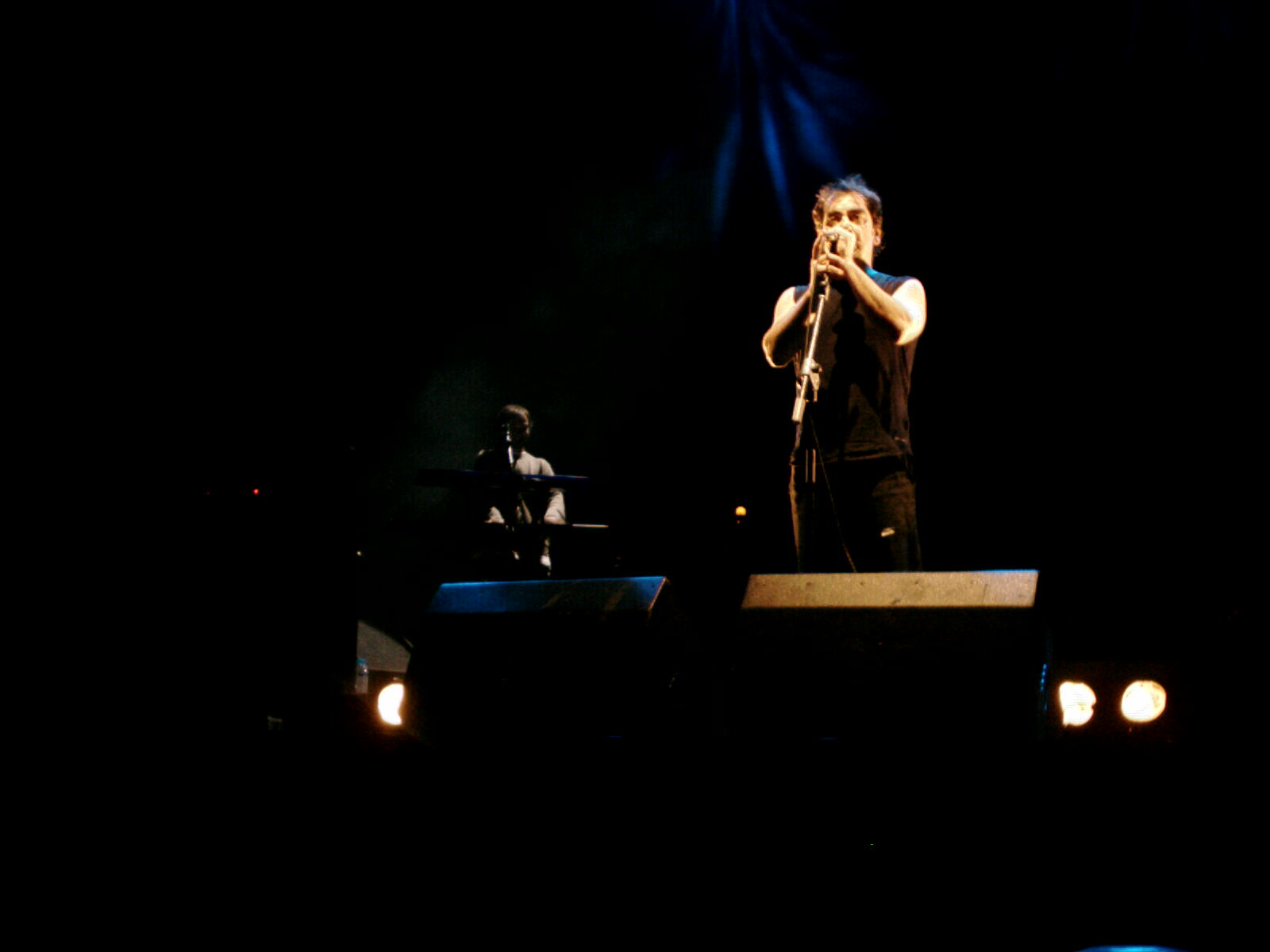
Hombres G en concierto. Javi durante la introducción de "Venezia".

En abril de 2001, animados por su mánager Carlos Vázquez «Tibu» se gestó el retorno de Hombres G. Es así que publican Peligrosamente juntos disco que incluía temas nuevos, algunas demos, así como algunos de los grandes éxitos que lanzados por la banda durante los 80 y parte de los 90. De dicho material se extrajo «Lo noto». El álbum se editó para Europa de manera distinta a como había sido planeado para América, pues en el caso de esta última los temas nuevos eran: «Lo noto» y «En otro mundo», en tanto que para el Viejo Continente se agregó: «Intimidad», «No te escaparás», «Te vi», e incluía un documental. Dicho material incluía además grabaciones inéditas que quedaron aparcadas con el paso de los años como por ejemplo La cagaste... Burt Lancaster que nunca llegó a ser incluida en ninguno de los álbumes anteriores, «Mi cumpleaños», o «El tiempo no es mi amigo» (segunda versión), ambas ideadas para formar parte de sus discos, Esta es tu vida (1990). El disco fue lanzado en España en mayo de 2003.
En 2004, presentan El año que vivimos peligrosamente, disco que recopila lo mejor de la banda en directo durante la gira Peligrosamente juntos. Fue grabado entre varias ciudades españolas (Madrid, Leganés y Barcelona), México, D.F. y Estados Unidos (Nueva York y Los Ángeles). Fue presentado en una caja recopilatoria que incluye el CD El año que vivimos peligrosamente, el DVD En directo Las Ventas 1 de julio de 2003 y un backstage conmemorativo del concierto de Las Ventas.
Tras el lanzamiento del recopilatorio Peligrosamente juntos, se publicó Todo esto es muy extraño en noviembre de 2004. Entre las canciones, los sencillos fueron: «¿Por qué no ser amigos?», «¿Qué soy yo para ti?», «No lo sé» y «He de saber»; entre los músicos que colaboraron se encuentran Dani Martín vocalista de El Canto del Loco, José Carlos Parada (teclado) y Huma (guitarra), músicos habituales del grupo en sus directos, más Ricardo Marín a los coros. En mayo de 2006 la presidencia de la Academia Latina de Artes y Ciencias de la Grabación les otorga el Premio por su exitosa trayectoria artística que además de ser parte fundamental de la historia de la banda, ha contribuido a difundir internacionalmente la música del pop-rock iberoamericano. En noviembre de este año presentan en Estados Unidos el recopilatorio Los singles 1985-2005.

### 2007-2010:10yDesayuno continental

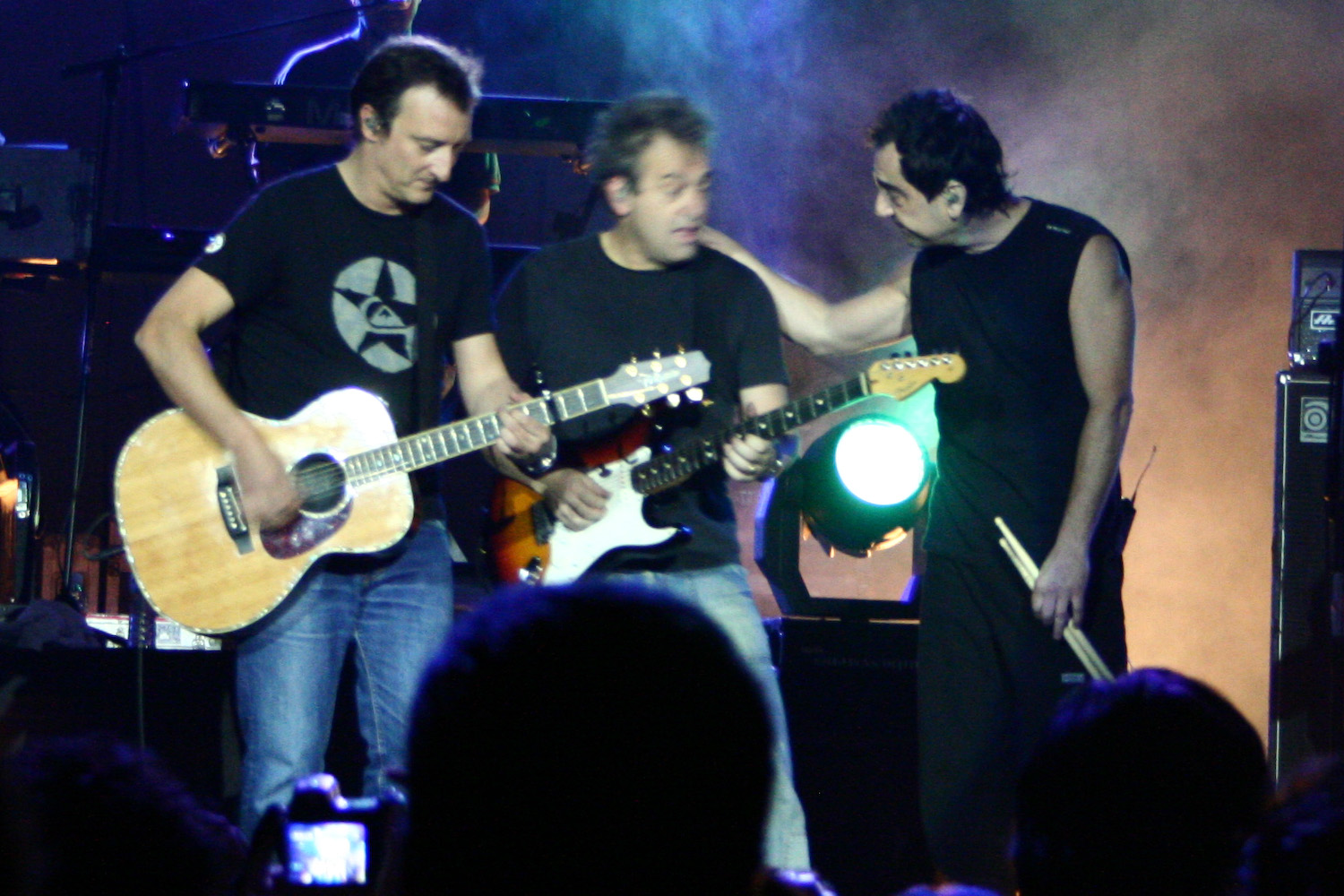
Dani Mezquita (izquierda), Rafa Gutiérrez (centro), y Javi Molina (derecha) en concierto en 2009.

Su décimo álbum de estudio 10 se lanzó el 18 de septiembre de 2007, contó con el tema «Me siento bien» como primer sencillo, con el que iniciaron una gira mundial. En 2008 publicaron su segundo sencillo «Nunca más», seguido de «Hombre Real», por el que son nominados a los Grammys Latinos en la categoría Mejor Álbum Vocal Pop/Dúo o Grupo. En junio de 2009, tras haber estado analizando la renovación de su contrato con Warner Music, publica de manera mundial el vídeo de su sencillo «Separados», una balada de autoría David Summers, y bajo la producción de Carlos Jean.
El 16 de noviembre de 2010 se publica el que es su 11⁰ álbum de estudio y que lleva por título Desayuno continental. A lo largo del 2011 el grupo realiza conciertos en España y Estados Unidos. «El secreto de vivir» fue el primer sencillo, seguido de «Separados» con Bebe y «Vete de mi».
El 29 de noviembre publican en España un nuevo álbum, un acústico desde Zahara de los Atunes (Cádiz), que contó con la participación de Miguel Bosé, Ha*Ash, Ana Torroja, Dani Martín, Pereza, entre otros. El disco, que se titula En la playa, tiene versiones retocadas de algunos temas del grupo, además de un tema inédito, llamado «Si seguimos así», todo esto acompañado de un DVD y un libro.

### 2011-2018: Aniversario 30 años
En 2014, lanzan los sencillos «Por una vez» y «Esperando un milagro». A finales de noviembre, David anuncia en las redes sociales el título de dos nuevas canciones, «Depende de ti» y «Un millón de años más». En 2015, cumplen 30 años de la publicación de su primer disco Hombres G, y en conmemoración lanza al mercado una reedición del mismo en vinilo y una caja con el CD de las grabaciones originales, y un DVD con un documental sobre ese primer trabajo de la banda. El 2 de junio se publica el álbum recopilatorio, titulado 30 años y un día que contiene temas de la banda de su primera y segunda etapa. En este álbum se incluyen las 4 canciones nuevas que fueron lanzadas como sencillos.
Para su promoción comienzan por España su gira 30 Años y un día. El 20 de noviembre se publica En la Arena, un álbum con dos CD y un DVD del concierto que ofrece la banda como parte de su última gira de aniversario el 26 de junio en Las Ventas (Madrid). Entre septiembre y diciembre de 2017, se unen al grupo madrileño Taburete en una gira de seis conciertos, bajo el nombre #DevuélvemeMiJoda.
En 2018 se embarcan en un gira junto a Enanitos Verdes, que les llevará a recorrer buena parte de Sudamérica y México además de Estados Unidos a finales del año. También editan un CD y DVD llamado Huevos revueltos, lanzando como sencillo el tema «Devuélveme a mi chica». El 18 de febrero de 2019 reciben la Medalla de Oro al Mérito en las Bellas Artes, por su contribución a la cultura española dentro y fuera de nuestras fronteras, dicha ceremonia fue celebrada en Córdoba (España) y fue presidida por el Rey Felipe VI y la Reina Doña Letizia.

### 2019-presente:Resurrección y La Esquina de Rowland
Tras más de 3 años de proceso de grabación y 9 años desde la publicación de su último disco de estudio, el 15 de marzo de 2019, publican Resurrección su décimo segundo álbum de estudio. un trabajo lleno de fuerza, experiencia e historias de vida a través de su filtro más roquero, mezclanco esa intensidad con cuerdas y arreglos de metal al más puro estilo G, con 11 nuevas canciones, los dos primeros sencillos «Con los brazos en cruz» y «Confía en mi» se lanzan casi en simultáneo. Para su promoción comienzan la gira resurrección en España en 2019 y que continuaría por América en 2020, sin embargo, fue suspendida por la pandemia de COVID-19.
En 2021 se publica La esquina de Rowland decimotercer álbum de estudio que cuenta con 14 nuevas canciones. El primer sencillo fue, ‘Se me sale el corazón’ un reggae con mexicano Carlos Rivera, seguido de ‘Antes de ti’ como segundo sencillo. El tercer sencillo lanzado fue, ‘La Esquina de Rowland’, que concidió con el lanzamiento del disco de título homónimo. Este álbum es un disco "casero", es decir fue grabado en la casa de David durante el confinamiento para luego ser terminado en el estudio con el agregado de las voces y los metales.

## Tributos
En 2003 grupos y músicos del rock-pop español como El Canto del Loco, Los Piston, Antonio Vega, Los Secretos, Mikel Erentxun, Seguridad Social, Álex Ubago o La Cabra Mecánica, entre otros, se reunieron por parte de España para rendir tributo a Hombres G con el disco Voy a pasármelo bien que se editó el 3 de febrero de 2003, el cual contenía las versiones personales de dichos artistas de clásicos como «Venezia», «Devuélveme a mi chica», «Visite nuestro bar», «Marta tiene un marcapasos» o «Temblando».
Otro tributo fue editado en América con la participación de diferentes agrupaciones como División Minúscula, Moderatto, Mœnia, Volován, Resorte, Bacilos y La Quinta Estación.
En 2013, se estrenó Marta tiene un marcapasos, un musical español escrito por Andreu Castro, basado en las canciones populares de la banda, en el que se recogen 21 de sus mayores éxitos, en el Teatro Compac Gran Vía de Madrid.

## Otros proyectos

### Películas
Antes de que comenzaran a plantearse su tercer álbum ya tenían sobre la mesa la oferta de protagonizar una película autobiográfica. Manuel Summers, padre de David, director cinematográfico y humorista gráfico, se encargaría de dirigirla. El resultado fue Sufre mamón, un filme que se rodó entre Ibiza y Madrid, y que se estrenó en junio de 1987. En Hispanoamérica se conoció como Devuélveme a mi chica.
Después de un descanso, el primero que tuvieron en tres años, en 1987 comienzan con un nuevo proyecto cinematográfico a cargo de Manuel Summers, y un buen número de composiciones escritas por David, aprovechando la tranquilidad de que había disfrutado en la Navidad de 1987. 
En marzo se rodó, entre España y las localidades mexicanas de Acapulco y Puerto Vallarta, Suéltate el pelo. La película se iba a titular La cagaste... Burt Lancaster pero tuvo que cambiarse el nombre pocas fechas antes de su estreno por las amenazas legales del actor estadounidense del mismo nombre.

### Libros
- Así son Hombres G - Paco Martín - Editorial Erisa - 1988
- Sufre mamón - Xavier León Herrera - Editorial Eride - 2002
- Seguimos Locos... ¿y qué? - Pepe Colubi - Editorial Temas de hoy - 2004
- Postales desde la Calabaza - Dani Mezquita - Editorial Hombres-G.com - 2005
- Esta es su vida - José Manuel Pazos y Pedro Gallego - Editorial Sepha - 2008
- Hoy me he levantado dando un salto mortal - David Summers -Editorial - Planeta 7 de noviembre de 2017
- Nunca hemos sido los guapos del barrio - Xavier León Herrera - Editorial PLAZA & JANES; 001 edición 12 de noviembre de 2020

## Filmografía
- Sufre mamón (1987), dirigida por Manuel Summers.[33]
- Suéltate el pelo (1988), dirigida por Manuel Summers.[35]
- Voy a pasármelo bien (2022)

## Discografía
Álbumes de estudio
- 1985: Hombres G
- 1986: La cagaste... Burt Lancaster
- 1987: Estamos locos... ¿o qué?
- 1988: Agitar antes de usar
- 1989: Voy a pasármelo bien
- 1990: Esta es tu vida
- 1992: Historia del bikini
- 2004: Todo esto es muy extraño
- 2007: 10
- 2010: Desayuno continental
- 2011: En la playa
- 2019: Resurrección
- 2021: La esquina de Rowland